# 1692

## Esdeveniments
- 7 de juny, Jamaica: Un terratrèmol destrueix la ciutat de Port Royal.[1]
- Salem (Massachusetts): Judici a les Bruixes de Salem

## Naixements
Països Catalans
Resta del món
- 5 d'abril, Damery: Adrienne Lecouvreur, actriu francesa (m. 1730).[2]
- 8 d'abril, Pirano, República de Venècia: Giuseppe Tartini, compositor i violinista italià (m. 1770).[3]
- 25 d'octubre, Parma: Isabel Farnese, reina d'Espanya pel seu matrimoni amb Felip V (m. 1766).[4]

## Necrològiques
Països Catalans
- Barcelona: Benet Ignasi de Salazar, 112è president de la Generalitat de Catalunya.

Resta del món
- París, França: Louise-Anastasia Serment, filòsofa i poetessa francesa (n. 1642).[5]